# Лена (изображение)

Лена Сёдерберг

«Ле́на» (англ. Lenna, нередко также Lena; швед. Lena) — название стандартного тестового изображения, широко используемого в научных работах для проверки и иллюстрации алгоритмов обработки изображений (сжатия, шумоподавления и т. д.). Тестовое изображение представляет собой оцифрованный портрет шведской модели Лены Сёдерберг, который в свою очередь является фрагментом разворота из журнала Playboy за ноябрь 1972 года. Написание Lenna предложила сама Лена — по-английски её имя читалось бы «Лина».
В 1973 году Александру Савчуку из Университета Южной Калифорнии для иллюстрации статьи на тему обработки изображений понадобился фотопортрет с хорошим динамическим диапазоном. Савчук отсканировал фрагмент постера из Playboy. Он использовал сканер с разрешением 100 линий на дюйм, и результирующее изображение получилось 512 на 512 точек. Вскоре эта картинка превратилась для индустрии в стандарт де-факто: на нём проверялись и отрабатывались всевозможные приёмы коррекции изображений, оттачивались новые алгоритмы обработки.
В 1997 году Лена Сёдерберг посетила юбилейную конференцию Society for Imaging Science and Technology в Кембридже.